# 陈兴畴
陈兴畴（1917年—1997年），男，江苏铜山人，中华人民共和国军事人物，中国人民解放军少将，曾任福州军区空军副政治委员。